# De Kampanje
De Kampanje was een particuliere school voor basis- en voortgezet onderwijs in Amersfoort. De Kampanje was een sudbury-school, een bijzondere soort democratisch onderwijs die zijn oorsprong vindt in de Sudbury Valley School, opgericht in 1968 te Massachusetts, VS.
De Kampanje was vooral bekend om zijn onorthodoxe pedagogische aanpak: studenten bepalen er zelf hun curriculum zonder opgelegde testen of toetsen. De school werd bestuurd door de schoolmeeting, waar stafleden en studenten bij meerderheid beslissen.
De Inspectie van het Onderwijs heeft na een eerste onderzoek, uitgevoerd op 3 november 2008, geconcludeerd dat De Kampanje niet voldeed aan de toenmalige eisen van de Leerplichtwet. Na het niet voldoen aan de opdracht om de tekortkomingen op te heffen hebben de staatssecretarissen van Onderwijs bij besluit van 11 december 2009 besloten dat De Kampanje niet kon worden beschouwd als een school in de zin van de Leerplichtwet 1969. Dit impliceerde dat ouders die hun kinderen destijds naar De Kampanje lieten gaan strafbaar waren wegens het niet voldoen aan de eisen van de Leerplichtwet 1969. De bezwaren van De Kampanje tegen deze conclusie zijn door de rechtbank Utrecht en in hoger beroep door de Afdeling Bestuursrechtspraak ongegrond verklaard. Op 28 maart 2013 werd een ouder door de kantonrechter Midden-Nederland veroordeeld voor het overtreden van de Leerplichtwet 1969 doordat hij zijn elfjarige dochter naar De Kampanje liet gaan. In 2014 sloot De Kampanje haar deuren.